# 소켓 8
소켓 8은 인텔 펜티엄 프로와 펜티엄 II 오버드라이버 CPU에만 사용된 전용 소켓이다. 인텔은 슬롯 1을 사용한 펜티엄 II를 발표한 이후 소켓 8 사용을 중지하였다.
소켓 8은 387핀의 직사각형 소켓으로 FSB 속도는 60 ~ 66MHz, 작동 전압은 3.1 ~ 3.3V이며 펜티엄 프로와 펜티엄 II 오버드라이브 2가지 프로세서를 사용할 수 있다. 소켓 8은 독특한 핀 배치를 하고 있는데 소켓의 한쪽은 PGA 배열, 다른 쪽은 SPGA 배열(스태거 핀 그리드 배열, Staggered pin grid array)로 되어 있다.

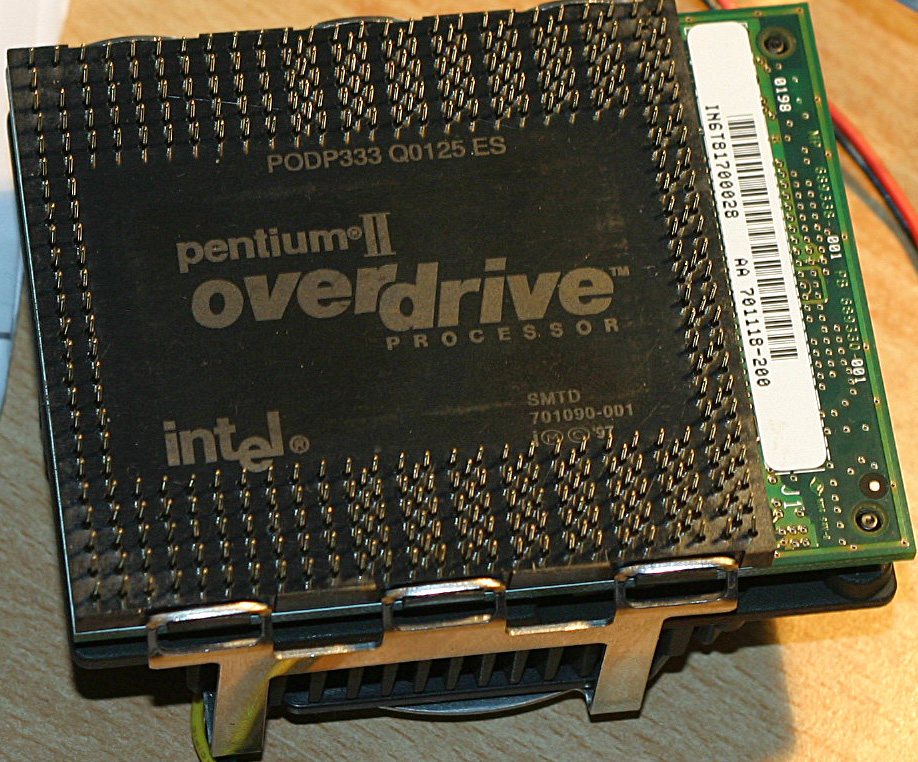
펜티엄 II 오버드라이브 엔지니어링 샘플